# Xilometazolina
La Xilometazolina es un fármaco utilizado en la medicina como descongestionante nasal. Es aplicado directamente en los orificios nasales, en forma de spray o en gotas.
La xilometazolina es comercializada con diferentes nombres, siendo la dosis adulta de 0.1% (peso/volumen) y la dosis para niños menores de 12 años de 0.05%

## Mecanismos de acción
El fármaco funciona constriñendo los vasos sanguíneos presentes en la nariz. Dicha Vasoconstricción hace que haya menor presión en los vasos capilares y menos fluidos siendo filtrados, habiendo así menor obstrucción nasal.
La xilometazolina es desarrollada para simular la estructura molecular de la adrenalina que une las mismas células receptoras que receptan la propia adrenalina. Por esa razón, no debe ser usada por personas con problemas de presión alta u otros problemas cardíacos.
El uso extensivo de la xilometazolina puede resultar en pérdida de la eficiencia del fármaco o una tolerancia contra el mismo. El número de receptores disminuye y cuando la administración de la droga cesa, un congestionamento crónico puede ocurrir, llamado rinitis medicamentosa, comúnmente mencionado como un congestionamento repercutivo. Tratamientos de largo plazo pueden causar cambios degenerativos en las membranas de la mucosa nasal, que traen otros problemas.